# Perisama viridinota
Perisama viridinota är en fjärilsart som beskrevs av Butler 1873. Perisama viridinota ingår i släktet Perisama och familjen praktfjärilar. Inga underarter finns listade i Catalogue of Life.